# Trim (Hvar)

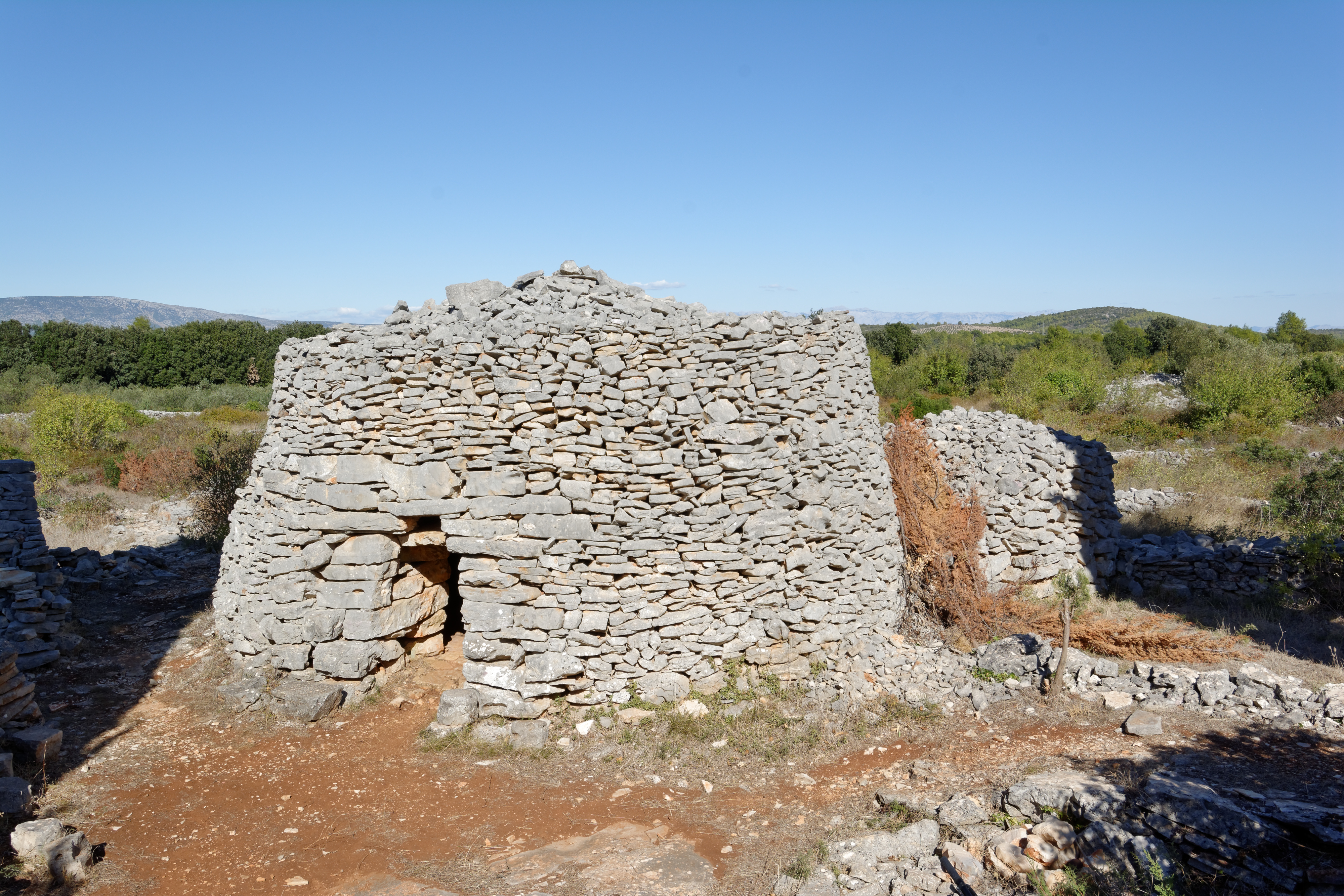
Sogenannter „Großer Trim“ in der Ebene von Stari Grad

Der Trim ist ein kleines Haus aus Trockenmauerwerk mit einem Kraggewölbe aus Stein, das einer neolithischen Tradition entstammt. Die Form hat sich bis heute im ursprünglichen Bauprinzip auf der Insel Hvar erhalten.

## Beschreibung
Die Kultivierung des Landes um die Siedlungen war auf der Insel Hvar früher wesentlich ausgedehnter als heute. Diese heute bereits vielfach verlassenen Gebiete sind noch an den weitläufigen Trockensteinmauern, Weinterrassen und Resten landwirtschaftlicher Bauten zu erkennen, die bereits von der Natur wieder eingeholt wurden und nun vielfach Wald- oder Buschland sind.
Die Bewirtschaftung der von den Siedlungen oft weit entfernten Flächen, machte es notwendig, Notunterkünfte während der Saisonarbeit auf dem Feld zu errichten. Trims wurden daher nie für einen längeren Aufenthalt gebaut, sondern ausschließlich aus Notwendigkeit und Interesse. Sie dienten dem Schutz der Arbeiter vor schlechtem Wetter, der Unterbringung von Gerätschaften für die Feldbearbeitung und vereinzelt auch (mit Zwerch) als Unterstand für Nutztiere. Wegen ihrer Lage dürften manche Trims auch lediglich zur Beobachtung/Bewachung der Flure gedient haben. Im Osten der Insel Hvar (Sucuraj, Selca kod Bogomolje) werden die Trims auch Torijun genannt.
Die meisten Trims, die heute noch erhalten sind, wurden im 19. Jahrhundert errichtet. Man findet sie heute noch auf und im fruchtbaren Umfeld von Siedlungen z. B. der Ebene von Stari Grad, Zastražišće und Gdinj. Aber auch weit abseits der Siedlungen, wie z. B. in der Hochebene „Poljica“ südlich der Ortschaft Svirce und vielfach auch auf heute verlassenen und wieder bewaldeten ehemaligen Kulturlandschaften (z. B. Vrbanjske Rudine). Auf der Südseite der Insel finden sich heute dagegen kaum Trims. Das mag den Grund haben, dass die Kultivierung (vor allem der Weinbau) hier eher jüngeren Datums ist und nicht mehr in die Hochzeit des Trimbaues (19. Jahrhundert) fällt. Innerhalb von Ortschaften sind Trims kaum zu finden.
Die meisten Trims der Insel Hvar haben einen kreisförmigen Grundriss. Das ist die stabilste Form, insbesondere für das kuppelförmige Dach, die mit der Trockenbauweise (eine Bauweise ohne Verwendung von Mörtel) erreicht werden kann. Größere Trims wurden oft stufenförmig errichtet. Dadurch wurde deren Bau wesentlich erleichtert und die Pflege und Erhaltung durch den leichteren Zugang zu den oberen Bereichen und zum Dach verbessert.
Der Trim mit dem größten kreisförmigen Außendurchmesser von ca. 620 cm ist der „Veli Trim Hora“ in der Stari Grader Ebene. Der höchste Trim steht in der Nähe der Ortschaft Vrisnik (Vrisnik-Trim-03) mit einer Höhe von etwa 450 cm.
Die Wandstärke beträgt häufig ca. 75 cm. Der Zugang in den meist runden Innenraum ist niedrig (meist etwa 1 m hoch) und im Durchschnitt ca. 60 cm breit. Der Innenraum hat gewöhnlich einen Durchmesser von 180 bis 250 cm. Einige Trims erreichen aber auch einen kreisrunden Innendurchmesser von 400 cm wie beispielsweise der „Trim-60“ nördlich von Stari Grad. Den höchsten Innenraum besitzt mit 420 cm ein Trim in Vrisnik (Vrisnik-Trim-03), wobei dieser früher noch etwas höher sein dürfte, da die Kuppelspitze später durch einen Betonabschluss ersetzt wurde. Im Inneren finden sich oft Wandnischen („Ponare“) die zum Aufbewahren von Kleinigkeiten dienen.
Viele Trims, vor allem die auf den heute noch genutzten Olivenhainen und Weingärten, werden weiterhin genutzt und befinden sich zumeist in gutem Zustand. In einigen Trims finden sich noch Reste von Gerätschaften, obwohl sie bereits sichtlich verfallen. Einige Trims sind aber bereits gänzlich verlassen und ihr Eingangsbereich oder auch der gesamte Trim verschwindet im Gebüsch oder unter einer Dornenhecke.
Trims sind Zeugnisse kunstvoller, unter großer Mühe errichteter Volksarchitektur, die Wert sind der Nachwelt erhalten zu bleiben. Umso mehr ist jenen Personen zu danken, die erkannt haben welchen Schatz sie auf ihren Grundstücken haben und diesen entsprechend pflegen.
Auf der Insel Hvar gibt es mehr als 500 dieser Steinhäuser. Derartige Gebäude können auch in Istrien und Dalmatien unter der Bezeichnung Kažun und Bunje gefunden werden. Gleichartige Gebäude mit derselben Technik und ähnlicher Nutzung finden sich in Frankreich, Italien, Slowenien, Spanien und auf Malta (Girna), aber auch in Irland und Schottland sowie in Teilen der Schweiz.

Vorder-, Rück- und Innenansicht eines Trim an der Lokalität Maslinovik
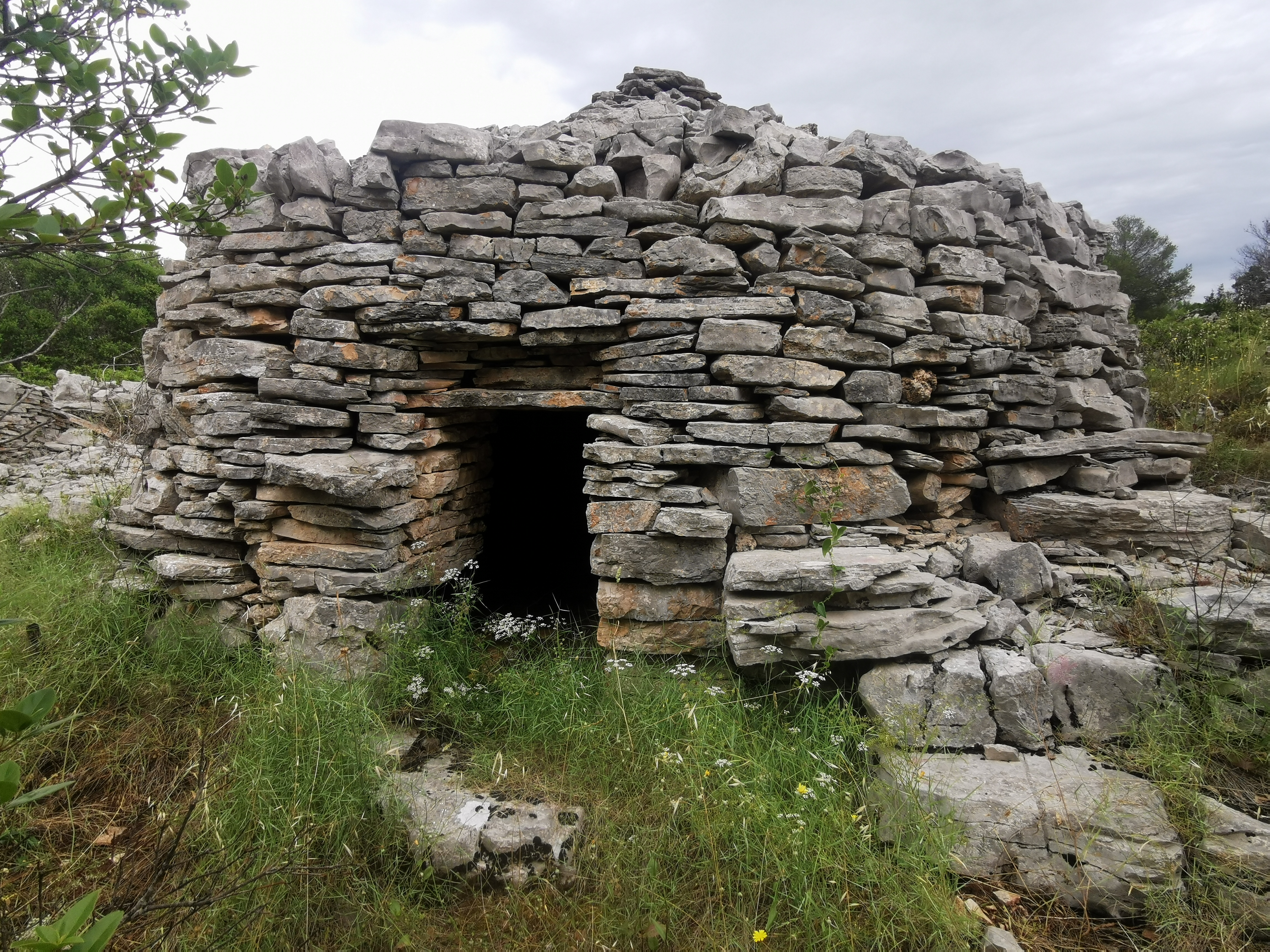
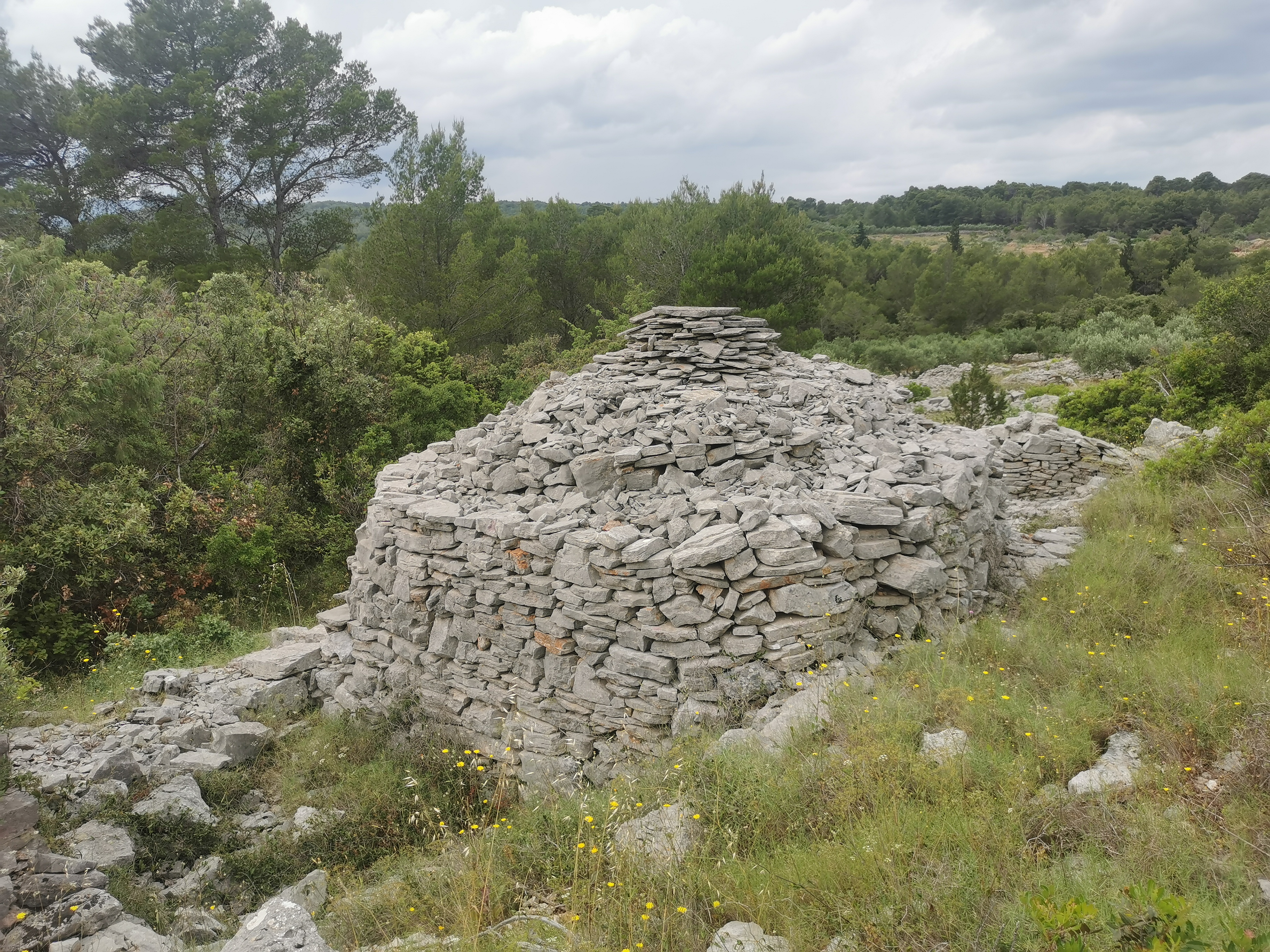
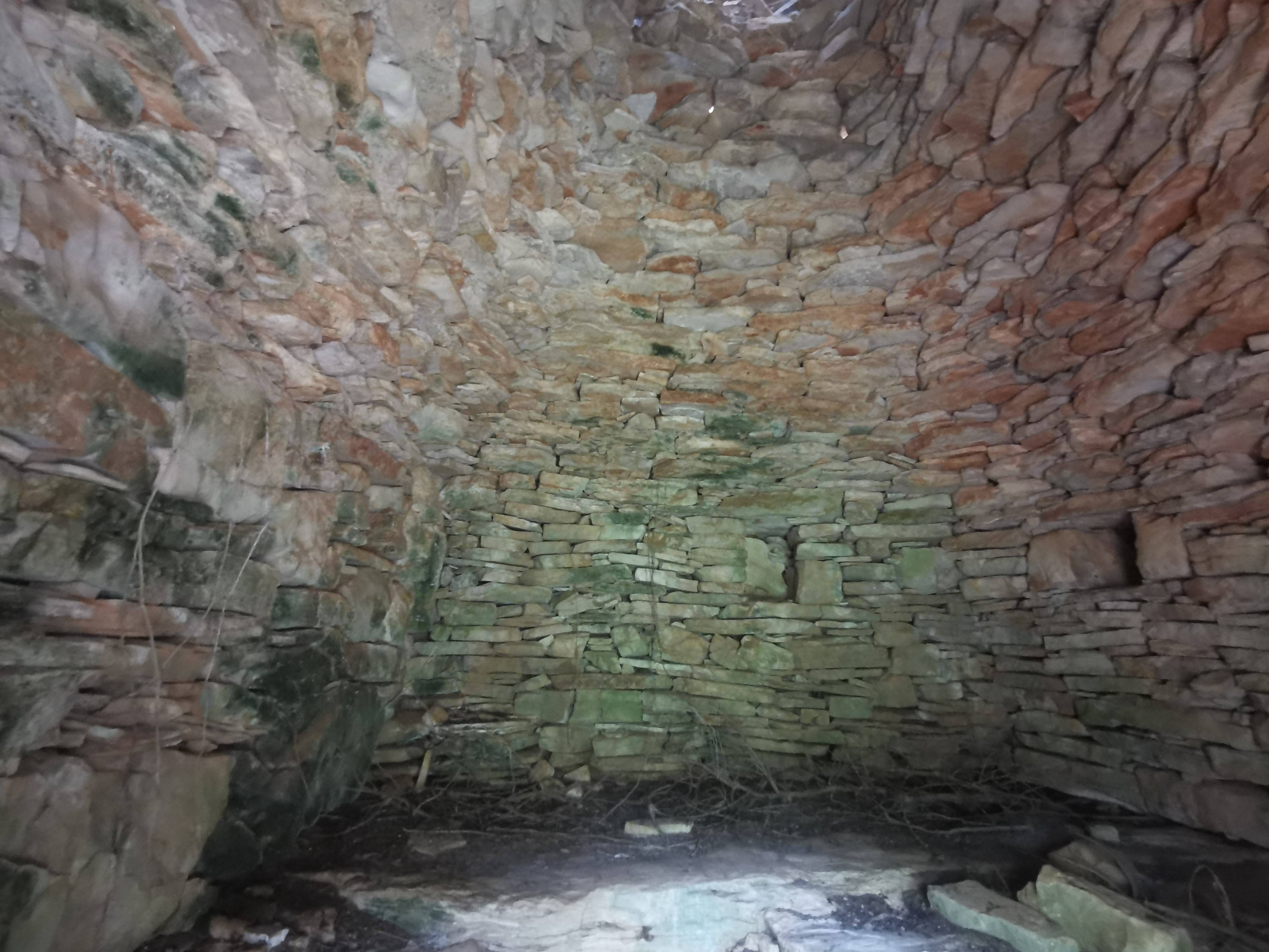

## Forschung

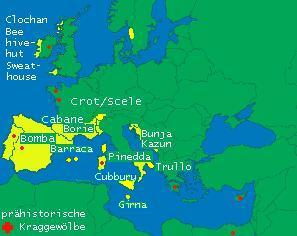
Verbreitung rustikaler Kraggewölbebauten

Ihre archäologische, architektonische und völkerkundliche Relevanz wurden seit der Mitte des 19. Jahrhunderts erforscht. Der deutsche Gelehrte Gerhard Rohlfs forschte mehr als 30 Jahre über Strukturen mit kuppelförmigen Decken in Europa. 1957 veröffentlichte er das Ergebnis in dem Buch: Primitive Kuppelbauten in Europa. Er vermittelt Informationen über ähnliche Hütten (Trullo) in Italien, auf Sardinien, in Spanien, Portugal, Frankreich, Irland, auf den Hebriden und in anderen Ländern. Er zeigte mittels Vergleich auf, wie sehr das alte Europa von kuppelförmigen Deckenbauten überzogen war.